# Guillaume Levarlet
Guillaume Levarlet (* 25. Juli 1985 in Beauvais) ist ein französischer Radrennfahrer.

## Werdegang
Guillaume Levarlet gewann 2006 das Eintagesrennen La Côte Picarde und er war auf einem Teilstück der Ronde de l’Oise erfolgreich. Außerdem wurde er Zweiter beim Prix des Flandres Françaises. Seit 2007 fährt Levarlet für das französische Continental Team Auber 93. In seinem ersten Jahr dort wurde er Zehnter bei der Tro Bro Leon und er gewann das Schweizer Eintagesrennen Tour du Jura. Im Jahr 2011 entschied Levarlet beide Etappen der Kurzrundfahrt Tour du Gévaudan Languedoc-Roussillon für sich und gewann so auch die Gesamtwertung des Rennens.
Im November 2013 überlebte Levarlet einen Autounfall unverletzt, bei dem Arnaud Coyot getötet wurde.
Da er am Steuer des Wagens gesessen hatte, wurde Anklage gegen ihn wegen fahrlässiger Tötung erhoben. Im November 2014 wurde er zu einer Freiheitsstrafe von einem Jahr auf Bewährung wegen fahrlässiger Tötung verurteilt und seine Fahrerlaubnis entzogen.

## Erfolge
2006
- La Côte Picarde
- eine Etappe Ronde de l’Oise

2007
- Tour du Jura

2010
- eine Etappe Tour du Gévaudan Languedoc-Roussillon

2011
- Gesamtwertung und zwei Etappen Tour du Gévaudan Languedoc-Roussillon

## Teams
- 2007 Auber 93
- 2008 Française des Jeux
- 2009 Française des Jeux
- 2010 Saur-Sojasun
- 2011 Saur-Sojasun
- 2012 Saur-Sojasun
- 2013 Cofidis, Solutions Crédits
- 2014 Cofidis, Solutions Crédits
- 2016 HP-BTP Auber 93
- 2017 Wanty-Groupe Gobert